# ایستگاه تسورومی
ایستگاه تسورومی (به ژاپنی: 鶴見駅 Tsurumi-ek) کک ایستگاه قطار واقع در تسورومی-کو، یوکوهاما در استان کاناگاوا است که توسط شرکت راه‌آهن شرق ژاپن اداره می‌شود.